# Rudnica (herb szlachecki)

Rudnica

Rudnica II

Rudnica – polski herb szlachecki

## Opis herbu
Na tarczy dwupolowej dzielonej w słup, gdzie – pole prawe błękitne, a pole lewe srebrne, podkowa srebrna, pośrodku, barkiem ku górze na obu polach tarczy położona, wewnątrz niej, strzała srebrna, grotem ku górze, ku barkowi podkowy – w słup umieszczona. W klejnocie, trzy pióra strusie sponad korony szlacheckiej wieńczącej hełm. Labry zdobiące herb – błękitne, podbite srebrem.

## Odmiana herbu
Herb Rudnica posiada swoją odmianę.

## Herbowni
Bernatowicz, Chrzczonowicz, Chrzenowicz, Downarowicz, Eliaszewicz, Eljasewicz, Jodkiewicz, Jodkowicz, Kasperski, Kniaźnin, Kostecki, Kszanowicz, Leparski, Majewski, Mejer, Merchelewicz, Meyer, Mierchelewicz, Narutowicz, Nowogoński, Nowohoński, Obrocki, Obrócki, Pierzchalski, Przybytek, Przybytko, Pukiński, Radecki, Rajuniec, Rasławowicz, Rodkiewicz, Rodowicz, Rodziewicz, Rudnicki, Sabiłło, Sarnowski, Sipajło, Starzyński, Stulgiński, Szymkiewicz, Warkalewicz, Wiełowicz, Wieszejko, Zdanowicz, Zielanowicz.